# Nico Williams
Nicholas Williams Arthuer (Pamplona, 12 de julho de 2002) é um futebolista espanhol de ascendência ganesa que atua como ponta-esquerda. Atualmente, joga pelo Athletic Bilbao.
Nico é irmão mais novo do também jogador de futebol Iñaki Williams.

## Carreira

### Início
Nascido em Pamplona, capital da Comunidade Foral de Navarra, Nico Williams chegou às categorias de base do Athletic Bilbao em 2013, vindo do Osasuna. O jogador começou sua carreira atuando num time de formação do Bilbao, o Basconia, durante a temporada de 2019–20.

### Athletic Bilbao
Em 11 de maio de 2020, Williams foi promovido ao Bilbao B para disputar a Terceira Divisão Espanhola. Fez sua estreia pelo time principal em 28 de abril de 2021, entrando no segundo tempo do empate de 2–2 com o Valladolid no lugar de Jon Morcillo. Nessa partida, seu irmão mais velho e futebolista Iñaki, também entrou na partida 10 minutos depois, sendo a primeira vez que dois irmãos atuavam na mesma partida depois de Julio e Patxi Salinas em 1986.

#### 2021–22
Marcou seus dois primeiros gols pelos Lions em 6 de janeiro de 2022, na vitória por 2–0 sobre o Atlético Mancha Real, em partida válida pela Copa do Rei.
O jogador voltou a balançar as redes sete dias depois, marcando o gol que garantiu a vitória por 2–1 sobre o Atlético de Madrid na semifinal da Supercopa da Espanha. No dia 20 de janeiro, Williams assinou seu primeiro contrato profissional.

#### 2022–23
Williams esteve em campo nas quatro das cinco partidas iniciais da La Liga de 2022–23, sendo eleito o melhor jogador da vitória de 4–1 sobre o Elche em 11 de setembro de 2022. Nessa partida sofreu um pênalti (convertido por Oihan Sancet) e fez um dos gols de seu time após um bonito chute, sendo esse seu primeiro gol na temporada.

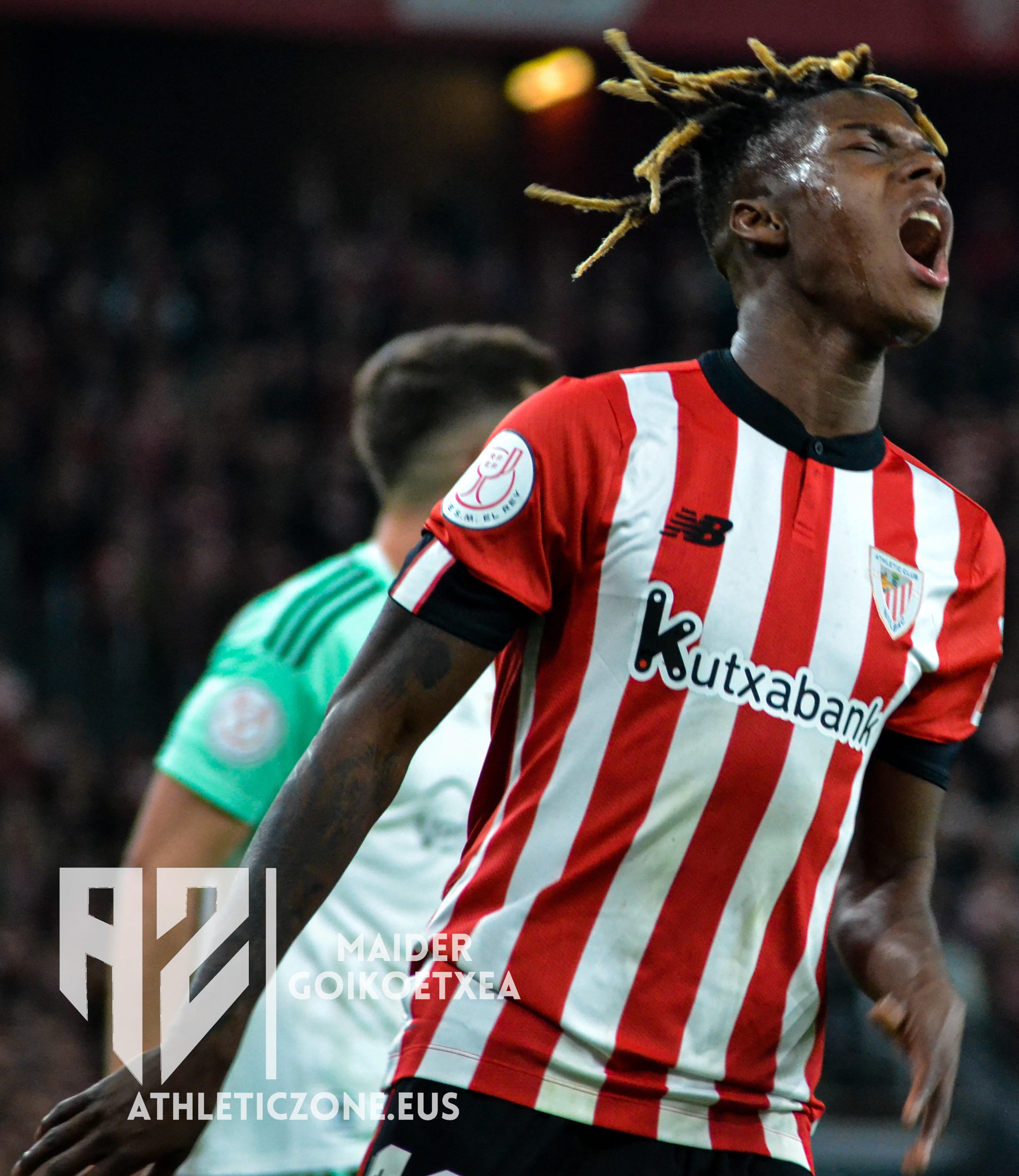
Nico pelo Bilbao em 2023.

Coincidentemente, foi contra esse mesmo adversário e estádio que seu irmão fez seu primeiro gol pelo time sete anos antes. O atacante marcou também na semana seguinte, fazendo o gol da vitória por 3–2 sobre o Rayo Vallecano.
Nos próximos dois jogos, Nico estufou as redes do Rayo Vallecano e do Almería. O atleta terminou a época marcando seis gols e cinco assistências em 36 partidas. A equipe ficou apenas em 8º colocado, ficando de fora de competições europeias para próxima época.
Nico foi uma figura importante na disputa da Copa del Rey de 2022–23. O atacante fizera todos os sete jogos do time na competição e ajudou com três tentos, mas o time Basco amargou uma eliminação na semifinal diante o Osassuna em um jogo que terminou na prorrogação.

#### 2023–24
Nessa época, Nico teve sua melhor participação na La Liga desde sua estreia. Em 31 jogos, o jovem deu 11 passes para gol (sendo o segundo jogador que mais deu assistências na edição) e marcou cinco tentos na campanha que deixou o Bilbao em 5º lugar na tabela.
Além da grande campanha individual na Liga, Nico conseguiu chegar ao título da Copa del Rey de 2023–24, fazendo três gols e dando cinco assistências, sendo assim o líder de passes a gol na Copa.
Seus oito gols e 16 assistências na temporada trouxeram um grande holofote para o craque espanhol. Desse modo, o jogador teve sua presença garantida na Eurocopa de 2024. Suas boas performances chamaram também atenção de diversas equipes do mundo todo, sendo muito vinculado ao Barcelona no fim da época.

#### 2024–25
Mesmo com o forte interesse do Barça, Nico permaneceu em Bilbau e continuou com performances que o consolidaram como titular do clube local e também da Seleção Espanhola. Pela La Liga de 2024–25, marcou seu primeiro gol na 5ª rodada diante o Unión Deportiva Las Palmas, e terminou o Campeonato com cinco gols e cinco assistências em 29 partidas. Seu principal momento na Liga ocorreu na 25ª rodada, onde fizera dois gols e uma assistência na goleada por 7–1 contra o Real Valladolid.
No dia 13 de abril de 2025, marcou um belo gol apanhando a bola na região direita da Grande Área e realizou um forte chute que marcou a virada para 2–1 contra o Rayo Vallecano de Madrid na 31ª rodada. O gol, que viria a ser o último do jogo e de Williams na época, viria a vencer o Melhor Gol do Mês de Abril de tal edição de La Liga.
Ao longo da época, foi acometido por algumas lesões que o impediram de participar de jogos durante a segunda metade da temporada, tal qual o jogo de volta da semifinal da Liga Europa da UEFA de 2024–25. Em tal competição, atingiu a marca de cinco tentos em 13 jogos – incluindo um doblete diante a Roma nas Oitavas de Final –, mas foi eliminado justamente na partida que não entrou em campo após um placar agregado de 7–1 contra o Manchester United.
Eventualmente, Nico novamente não atingiu troféus com a equipe do País Basco, mas ainda se firmava como uma das grandes sensações espanholas de sua época graças a suas performances individuais de drible e velocidade, somado a seus números sólidos de participação direta em gols (11 gols e sete assistências em 45 partidas).
Novamente, o jogador passou a ter seu nome vinculado ao Barcelona e outros populares times europeus; mas em 4 de julho de 2025, Nico renovou com o clube até 2035. No novo contrato, Nico agora tem multa de 90 milhões de euros (R$ 572,8 milhões).

## Seleção Nacional

### Base
A primeira seleção de base de Williams foi a categoria Sub-18 em 2020, onde fez dois gols em quatro partidas. Foi também chamado à categoria Sub-19 em fevereiro de 2021, e fez sua estreia pelo Sub-21 em setembro do mesmo ano.

### Principal
Recebeu sua primeira convocação à Seleção Principal em setembro de 2022 pelo técnico Luis Enrique para partidas da Liga das Nações da UEFA de 2022–23. Fez sua estreia no dia 24 de setembro na derrota de 2–1 para Suíça.
Em sua segunda partida, entrou aos 73 minutos do segundo tempo e deu uma assistência para Morata fazer o gol da vitória sobre Portugal por 1–0 em jogo da Liga das Nações em 27 de setembro.
Em 11 de novembro, foi um dos 26 convocados para representar a Espanha na Copa do Mundo de 2022. No último amistoso antes do Mundial, fez o terceiro gol da vitória por 3–1 sobre a Jordânia em 17 de novembro.
No dia 7 de junho de 2024, Nico Williams foi um dos 26 convocados por Luis de la Fuente para a Eurocopa. Williams foi um dos grandes destaques da Seleção Espanhola que faturou o título da competição, o quarto do país, tendo feito um dos gols da vitória diante da Inglaterra na final por 2–1 e sido o melhor jogador da partida. Com o gol marcado, tornou-se o segundo jogador mais jovem da história do torneio a marcar na final.

## Vida pessoal
Nascido em Pamplona, na Espanha, os pais de Nico que são ganeses, vieram refugiados da Primeira Guerra Civil da Libéria para o país. Seu irmão mais velho, Iñaki Williams, também é futebolista e atua no mesmo time que o seu, o Athletic Bilbao.

## Estatísticas
Atualizadas até 15 de julho de 2024.

### Clubes
| Clubes            | Temporada         | Campeonato nacional | Campeonato nacional | Campeonato nacional | Copa nacional | Copa nacional | Copa nacional | Campeonatos continentais | Campeonatos continentais | Campeonatos continentais | Outros torneios | Outros torneios | Outros torneios | Total | Total | Total   |
| Clubes            | Temporada         | Jogos               | Gols                | Assist.             | Jogos         | Gols          | Assist.       | Jogos                    | Gols                     | Assist.                  | Jogos           | Gols            | Assist.         | Jogos | Gols  | Assist. |
| ----------------- | ----------------- | ------------------- | ------------------- | ------------------- | ------------- | ------------- | ------------- | ------------------------ | ------------------------ | ------------------------ | --------------- | --------------- | --------------- | ----- | ----- | ------- |
| Basconia          | 2019–20           | 3                   | 0                   | 0                   | 1             | 0             | 0             | —                        | —                        | —                        | —               | —               | —               | 4     | 0     | 0       |
| Basconia          | Total             | 3                   | 0                   | 0                   | 1             | 0             | 0             | 0                        | 0                        | 0                        | 0               | 0               | 0               | 4     | 0     | 0       |
| Bilbao Athletic   | 2020–21           | 26                  | 9                   | 12                  | —             | —             | —             | —                        | —                        | —                        | —               | —               | —               | 26    | 9     | 12      |
| Bilbao Athletic   | Total             | 26                  | 9                   | 12                  | 0             | 0             | 0             | 0                        | 0                        | 0                        | 0               | 0               | 0               | 26    | 9     | 12      |
| Athletic Bilbao   | 2020–21           | 2                   | 0                   | 0                   | 0             | 0             | 0             | –                        | –                        | –                        | —               | —               | —               | 2     | 0     | 0       |
| Athletic Bilbao   | 2021–22           | 34                  | 0                   | 0                   | 4             | 2             | 1             | —                        | —                        | —                        | 2               | 1               | 0               | 40    | 3     | 1       |
| Athletic Bilbao   | 2022–23           | 36                  | 6                   | 5                   | 7             | 3             | 1             | —                        | —                        | —                        | —               | —               | —               | 43    | 9     | 6       |
| Athletic Bilbao   | 2023–24           | 31                  | 5                   | 14                  | 6             | 3             | 5             | —                        | —                        | —                        | —               | —               | —               | 37    | 8     | 19      |
| Athletic Bilbao   | Total             | 103                 | 11                  | 19                  | 17            | 8             | 7             | 0                        | 0                        | 0                        | 2               | 1               | 0               | 152   | 20    | 26      |
| Total na carreira | Total na carreira | 132                 | 20                  | 31                  | 18            | 8             | 7             | 0                        | 0                        | 0                        | 2               | 1               | 0               | 152   | 29    | 38      |

- a. ^ Jogos da Copa del Rey
- b. ^ Jogos da
- c. ^ Jogos do Supercopa da Espanha

### Seleção
Atualizadas até dia 15 de julho de 2024.
| Seleção | Ano   | Jogos | Gols |
| ------- | ----- | ----- | ---- |
| Espanha | 2022  | 7     | 1    |
| Espanha | 2023  | 4     | 1    |
| Espanha | 2024  | 9     | 2    |
| Total   | Total | 20    | 4    |

| No. | Data                   | Local                                          | Adversário | Gol | Resultado | Competição                                                 | Ref    |
| --- | ---------------------- | ---------------------------------------------- | ---------- | --- | --------- | ---------------------------------------------------------- | ------ |
| 1   | 17 de novembro de 2022 | Estádio Internacional de Amã, Amã, Jordânia    | Jordânia   | 3–0 | 3–1       | Amistoso                                                   | [ 40 ] |
| 2   | 8 de setembro de 2023  | Boris Paichadze Dinamo Arena, Tbilisi, Geórgia | Geórgia    | 6–1 | 7–1       | Qualificações para o Campeonato Europeu de Futebol de 2024 | [ 49 ] |
| 3   | 30 de junho de 2024    | RheinEnergieStadion, Colônia, Alemanha         | Geórgia    | 3–1 | 4–1       | Campeonato Europeu de Futebol de 2024                      | [ 50 ] |
| 4   | 14 de julho de 2024    | Estádio Olímpico de Berlim, Berlin, Alemanha   | Inglaterra | 1–0 | 2–1       | Campeonato Europeu de Futebol de 2024                      | [ 43 ] |

## Títulos
Athletic Bilbao
- Copa do Rei: 2023–24

Seleção Espanhola
- Eurocopa: 2024

### Individuais
- 15º Colocado na Ballon d'Or de 2024
- Gol do Mês da La Liga: abril de 2025[24]

### Líder em Assistências
- Copa do Rei de 2023–24 (5 assistências)